# Гарабекевюлский этрап
Гарабекевюльский этрап (туркм. Garabekewül etraby) — упразднённый этрап в Лебапском велаяте Туркменистана.

## История
Образован в феврале 1925 года как Карабекаульский район Ленинского округа Туркменской ССР.
В мае 1927 Ленинский округ был переименован в Чарджуйский.
В сентябре 1930 Чарджуйский округ был упразднён и Карабекаульский район перешёл в прямое подчинение Туркменской ССР.
В ноябре 1939 Карабекаульский район отошёл к новообразованной Чарджоуской области.
В январе 1963 Карабекаульский район был упразднён, но уже в декабре 1964 восстановлен в прямом подчинении Туркменской ССР.
В декабре 1970 район вновь вошёл в состав восстановленной Чарджоуской области.
14 декабря 1992 год Карабекаульский район вошёл в состав Лебапского велаята и был переименован в Гарабекевюлский этрап.
25 ноября 2017 года Парламентом Туркменистана Карабекевюльский этрап был упразднён, а его территория передана в Халачский этрап.